# 2008年ブータン総選挙
2008年ブータン総選挙（2008ねんブータンそうせんきょ、ゾンカ語: སྤྱི་ལོ་༢༠༠༨ ལུ་ འབྲུག་གི་བཙག་འཐུ་）は、2008年3月24日にブータンで行われた国民議会議員の総選挙である。

## 概要
普通選挙を初めて導入した。

### 模擬選挙
普通選挙を国民に浸透させるため、2007年4月21日に模擬選挙を行われた。模擬選挙は、新しい選挙制度に合わせて有権者約1,000人ごとに区割された47選挙区・869投票所で開催された。
模擬政党としてブータンのシンボルである「ドゥク（雷龍）」を冠にした
- ドゥク・イエロー党（黄は「従来の価値」）
- ドゥク・レッド党（赤は「産業開発」）
- ドゥク・ブルー党（青は「公平と説明責任」）
- ドゥク・グリーン党（緑は「環境」）

の4政党から投票し、得票数が高い2党が5月28日に行われる決選投票に進む。また、模擬選挙実施へ国際連合とインドから選挙監視団が派遣された。
模擬選挙の結果、ドゥク・イエロー党が最多得票を獲得し、ドゥク・レッド党と決選投票に進出した。
| 模擬政党             | 模擬政党             | 得票数  | 得票率 |
| -------------------- | -------------------- | ------- | ------ |
|                      | ドゥク・イエロー党   | 55,263  | 44.30% |
|                      | ドゥク・レッド党     | 25,423  | 20.38% |
|                      | ドゥク・ブルー党     | 25,295  | 20.28% |
|                      | ドゥク・グリーン党   | 18,766  | 15.04% |
| 合計                 | 合計                 | 124,747 | 100.0% |
| 登録有権者（投票率） | 登録有権者（投票率） | 283,506 | 44.00% |

47選挙区の両党候補者として、無作為に選出された高校生が立候補した。投票率は66%。
4有権者登録の資格は約40万人であったが、283,506人が有権者登録をした。

## 選挙データ

### 内閣
- 選挙時：第2次キンザン・ドルジ内閣（第11代）
- 選挙後：第3次ジグメ・ティンレー内閣（第12代）

### 公示日
- 2008年2月7日

選挙運動期間は2月7日から3月22日の45日間。

### 投票日
- 2008年3月24日

投票は午前9時から午後7時まで行われ、その後開票が行われた。
郵便投票は2月7日から2月18日まで行われた。

### 改選数
- 47

### 選挙制度
- 小選挙区二回投票制

選挙登録した政党が参画する予備選挙（第1回選挙）を経て、上位2党の候補者による決選投票で選出する。
選挙登録した政党が2党のみであったため、決選投票のみ行われた。
投票方法
秘密投票、単記投票、1票制
選挙権
満18歳以上のブータン国民
被選挙権
満25歳以上満65歳未満のブータン国民
登録有権者数
318,465
2008年1月1日までに18歳以上で、2008年2月20日までに選挙委員会へ有権者登録を行ったブータン国民。

## 選挙活動
選挙委員会への政党の登録手続は、意向書、候補者リスト、選挙マニフェストおよび監査済み財務諸表の提出が義務付けられており、ブータン調和党と国民民主党、ブータン国民党が選挙登録したが、国民党は候補者申請の不備により登録を取り消された。
2008年1月22日に調和、国民民主両党のマニフェストが公開され、1月31日から2月7日までに両党は47選挙区の候補者を推薦決定。

## 選挙結果
3月25日に投票結果が宣言され、投票率は79.38%であった。
ジグメ・ティンレー率いる調和党が44議席を獲得して圧勝した。一方の国民民主党は、国王の伯父で首相でもある党首のサンゲ・ゲドゥプが落選するなど、わずか3議席と大敗した。 最終的に集計結果にミスがあり、調和党が45議席、国民民主党が2議席で確定した。
調和・国民民主の両党は王党派で、元首相が党首を務めるなど党の性格に大きな差が見られないにもかかわらず、調和党が圧勝した背景に、国民民主党がゲドゥプが国王の親族であり、経済界の支援が背景にあることが国民の拒否反応を招いたと指摘されている。
国民民主党は政府が調和党支援で影響力を行使したと批判し、選挙結果の受け入れを拒否した。

### 党派別獲得議席
| 政党                               | 政党                     | 獲得 議席 | 増減 | 得票数  | 得票率 |
| ---------------------------------- | ------------------------ | --------- | ---- | ------- | ------ |
|                                    | ブータン調和党           | 45        | 045  | 169,490 | 67.04% |
|                                    | 国民民主党               | 2         | 002  | 83,322  | 32.96% |
| 総計                               | 総計                     | 47        | 047  | 252,812 | 100.0% |
| 有効票数（有効率）                 | 有効票数（有効率）       | -         | -    | 252,812 | 100.0% |
| 無効票・白票数（無効率）           | 無効票・白票数（無効率） | -         | -    | 0       | 0.00%  |
| 投票者数（投票率）                 | 投票者数（投票率）       | -         | -    | 252,812 | 79.38% |
| 棄権者数（棄権率）                 | 棄権者数（棄権率）       | -         | -    | 65,653  | 20.62% |
| 有権者数                           | 有権者数                 | -         | -    | 318,465 | 100.0% |
| 出典：欧州連合選挙監視団最終報告書 |                          |           |      |         |        |

## 選挙後
4月5日、調和党は役員会で党首のティンレーを首相候補に承認し、4月9日に首相に就任した。